# Hessenmühle (Usingen)

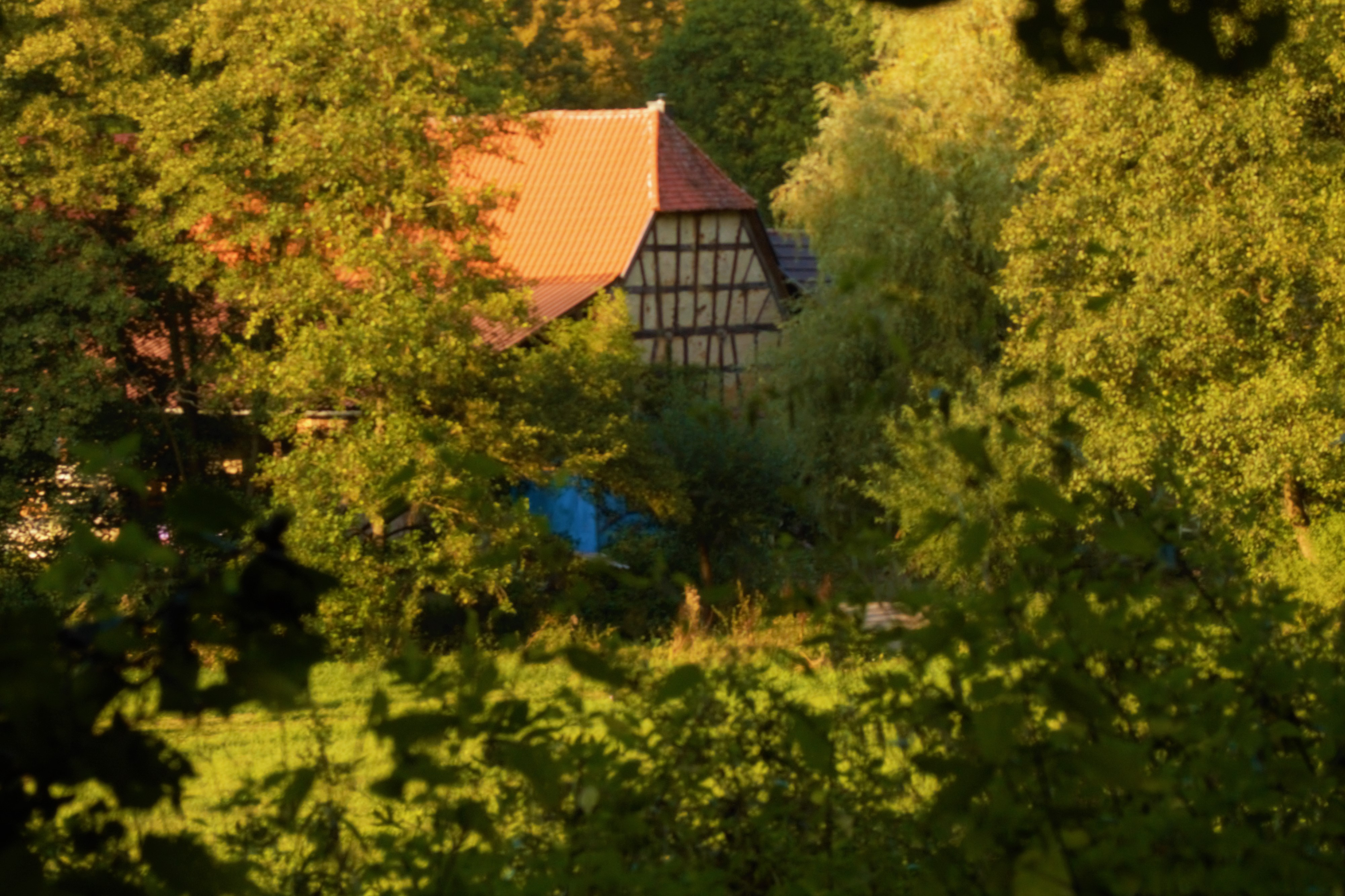
Hessenmühle bei Usingen

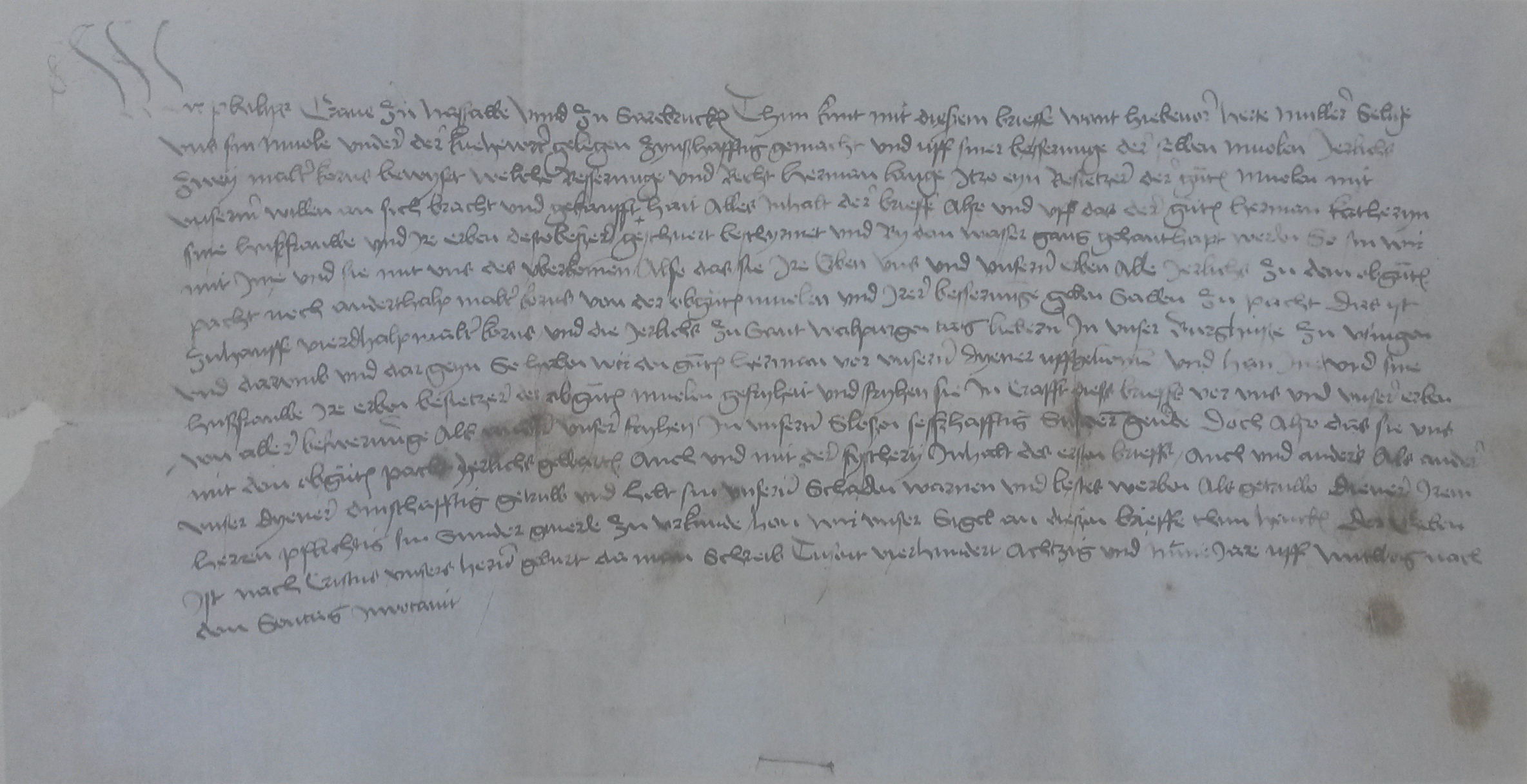
Abbild der Urkunde von Graf Philipp II. von Nassau-Weilburg vom 11. März 1489, indem er bestätigt, dass Hermann Lange Eigentümer der Hessenmühle bei Usingen ist und eine jährliche Zahlung von vier Malter Korn zu leisten habe.

Die Hessenmühle ist ein denkmalgeschütztes Gebäude außerhalb des Usinger Stadtteils Eschbach im Hochtaunuskreis, Hessen.

## Die Mühle
Die Hessenmühle liegt an der B275 zwischen Usingen und Bad Nauheim in der Flur 9 und im Flurstück 110. Die genaue Adresse lautet „Außerhalb der Ortslage (Hessenmühle)“. Es handelte sich um eine Wassermühle, die ihre Wasserkraft von der Usa bezog. Heute wird das Anwesen zu Wohnzwecken, für ökologische Projekte und gemeinnützige, soziale Arbeit genutzt.

## Geschichte
1324 wird die Mühle als „Keugauers Mulen dye da lieget hinter der Kochart und über der Use“ in einem Weistum nach einer Grenzbegehung der Mörler Mark erstmals erwähnt. Der Name der Mühle verweist auf den östlich verlaufenden Bergzug, der damals Kuhart oder Kuhhart genannt wurde. In der bildlich dargestellten Urkunde von 1489 wird die Mühle als „unter der Kuehevert“ bezeichnet. Heute ist der Name dieser Erhebung Hessenkopf. Im Jahr 1510 wird die Mühle „Heckenmühle“ genannt. Es wurde schon damals von zwei Mühlen gesprochen: Untere und Obere Hessenmühle. 1635 ist die Verwendung des Namens Hessenmühle erstmals urkundlich nachgewiesen.
Die Usa war historisch die Grenze zwischen der Herrschaft Cransberg und dem Fürstentum Nassau-Usingen. Die Mühle lag auf der Nassauer Seite und war im Besitz der Grafen/Fürsten von Nassau. Ein nahe der Mühle befindlicher Grenzstein von 1654 wurde nach der Besitzergreifung des Amtes Cransberg durch die Waldbott von Bassenheim gesetzt.
Die heutigen Gebäude stammen alle aus der Zeit nach dem Dreißigjährigen Krieg und sind überwiegend im 18. Jahrhundert erbaut. Die Inschrift über der Tür der unteren Mühle lautet:

„Meister Ulrich Miller und Elias Wagner den 3. Juley Anno 1723
Diesen Bau stel ich in Gottes Hant
Bewahr ihn vor Feuer und Brand
und alle diesses ganse Vaterland“

Von 1570 bis 1818 gehörte die Mühle immer einer Familie, ab 1723 eben den Nachfahren des Ulrich Müller.
1818 scheiterte die Errichtung einer zusätzlichen Ölmühle. Seit dieser Zeit wechselten die Besitzer häufig. Damals sind an dieser Stelle zwei Wohnhäuser mit zwölf Einwohnern genannt.
Die Hessenmühle ist heute in Privatbesitz. Ein Teil der unteren Hessenmühle wurde im Mai 2017 durch einen Tornado zerstört. Ein Neuaufbau ist geplant. Im Dezember 2017 wurde von den Eigentümern eine gemeinnützige Stiftung gegründet.

## Prozess beim Reichskammergericht
1716 bis 1717 fand ein Prozess um die Hessenmühle vor dem Reichskammergericht statt. Darin klagten erst Johann Müller, dann seine Schwiegersöhne (im Namen ihrer Frauen) gegen den württembergischen Kammerrat Jacob Imlin als Vertreter der Töchter (und Erben) von Carl Christoph von Eggershausen. 1696 hatte Johann Müller die Mühle im Rahmen eines Leihkontraktes mit Eggershausen übernommen. 1699 war dieser Vertrag durch ein Darlehen von 600 Gulden an Eggershausen (für das die Mühle als Sicherheit diente) ersetzt worden. Die Nassau-Saarbrückener Regierungskanzlei Usingen hatte als Vorinstanz den Vorgang im Wege der Aktenversendung 1712 bis 1713 der Universität Jena und 1714 der Universität Helmstedt vorgelegt. Diese hatten die Ansprüche der Erben Johann Müllers abgelehnt. Gegen diese Ablehnung richtete sich die Appellation beim Reichskammergericht. Ein Urteil ist in den Akten des Reichskammergerichtes nicht enthalten, die Familie Müller war jedoch auch in der Folge Besitzer der Mühle.

## Raubüberfall im Jahr 1800
Im Jahr 1800 erfolgte ein Raubüberfall auf die Hessenmühle. Da der Müller mit dem Fuhrwerk unterwegs war, war die Müllerin allein zu Hause. Ein ihr unbekannter Mann betrat das Haus und erklärte, der Müller sei verunglückt und habe ihn geschickt, ihm aus der Mühle zehn Gulden zu holen. Die Müllerin schützte eine Krankheit vor und bat ihn, das Geld aus der oberen Kammer zu holen. Nachdem er diese betreten hatte, warf sie die Tür zu und setzte ihn so gefangen. Kurze Zeit später erschien jedoch ein Komplize des Räubers. Er forderte die Freigabe seines Spießgesellen und schlug mit einer Axt die inzwischen verschlossene Haustür ein. Gegen den Eindringling wehrte sich die Müllerin mit einem Schuss aus dem bereit liegenden Gewehr. In diesem Augenblick kehrte auch der Müller heim und die Räuber wurden entwaffnet (sie hatten noch Messer bei sich) und den Landjägern in Usingen übergeben. Die gerichtliche Untersuchung ergab, dass sie zur Bande des Schinderhannes gehört haben sollten.